# Sofronie Saharov
Sofronie Saharov, cunoscut și ca (Sfântul) Sofronie de la Essex, (n. 22 septembrie 1896, Moscova, Imperiul Rus – d. 11 iulie 1993, Patriarchal Stavropegic Monastery of St. John the Baptist⁠(d), Anglia, Regatul Unit) a fost un arhimandrit, ascet, artist plastic, scriitor și teolog ortodox rus, canonizat de Patriarhia Ecumenică a Constantinopolului pe 27 noiembrie 2019. A fost ucenicul și biograful lui Siluan Athonitul. Este considerat astăzi drept unul dintre cei mai importanți scriitori, teologi și dogmatiști ai Bisericii Ortodoxe din secolul al XX-lea, alături de Dumitru Stăniloae, Ioannis Romanidis și Iustin Popovici. 
A fondat Mănăstirea Sf. Ioan Botezătorul din Tolleshunt Knights (Maldon, Essex, Anglia) și a fost popularizat în România mai ales prin ucenicul său Rafail Noica. 
Numele său de mirean era Serghei Simeonovici Saharov.